# Фатеева, Наталья Николаевна
Ната́лья Никола́евна Фате́ева (род. 23 декабря 1934, Харьков, УССР, СССР) — советская и российская актриса театра, кино и дубляжа, телеведущая, народная артистка РСФСР (1980).

## Биография

### Ранние годы
Наталья Николаевна Фатеева родилась 23 декабря 1934 года в Харькове. Отец — Николай Демьянович Фатеев, военнослужащий. Мать — Екатерина Васильевна Фатеева, работала в лёгкой промышленности, была директором ателье мод.
В 1952—1954 годах Фатеева училась в Харьковском театральном институте.
В 1957 году поступила во ВГИК, на один курс с Людмилой Гурченко, Зинаидой Кириенко и Виталием Матвеевым.
В 1958 году окончила ВГИК (мастерская С. А. Герасимова и Т. Ф. Макаровой).

### Карьера
В 1956 году Фатеева стала первым диктором Харьковской любительской телестудии.
С 1958 года состоит в труппе Театра-студии киноактёра (ныне — Мастерская «12» Никиты Михалкова). В 1959—1961 годах работала в театре им. М. Н. Ермоловой.
В 1961 году Фатеева вела первые игры КВН. В качестве ведущей её пригласила режиссёр КВН Белла Сергеева. Впоследствии приглашалась в жюри Высшей лиги КВН.
С 1997 по 1999 год была ведущей программы «Эколокол» на телеканалах «Московия» и «Культура».
В 2014 году получила премию «Ника» за лучшую женскую роль второго плана (фильм «Летящие по ветру листья»).
К 2022 году Фатеева перенесла 6 тяжелых операций, одна из которых прошла неудачно, и, в результате занесённой инфекции, у неё возникли проблемы с коленным суставом. Актриса вынуждена передвигаться на костылях. После этого Фатеева объявила, что прекращает участие в съёмках.

### Взгляды и активизм
Состояла в партии «Демократический выбор России». Состояла в партии СПС, в 1999 году агитировала за СПС.
В октябре 1993 года поддержала силовой разгон Верховного Совета России.
В 1996 году была среди деятелей культуры и науки, призвавших российские власти остановить войну в Чечне и перейти к переговорному процессу.
На выборах президента России в 1996 и 2000 годах была доверенным лицом соответственно Бориса Ельцина и Владимира Путина.
Считает 1990-е годы «самым лучшим периодом в своей жизни» и негативно относится к СССР.
25 июня 2011 года на митинге Партии народной свободы заявила о вступлении в эту партию.
До февраля 2017 года входила в федеральный политсовет движения «Солидарность».
Выразила своё отношение к негативной оценке депутатов Госдумы, высказанной В. Познером на федеральном канале (журналист назвал Госдуму госдурой, за что потом извинился). В её ответе было сказано:

Дума не просто дура. Вы — негодяи, отрабатывающие свой харч. А вы, парнишка-кагэбэшник [Андрей Луговой] — мерзавец. Вам от расплаты всё равно не уйти. А на ваш зомби-ящик я просто не хожу.
Народная артистка РФ Наталья Фатеева.

P.S. Гражданство у меня одно. К сожалению.

В середине августа 2013 года Фатеева вывесила на балконе своей квартиры в доме на Фрунзенской набережной призыв к кандидату в мэры Москвы Алексею Навальному «Навальный. Измени Россию, начни с Москвы». После этого к ней явилась группа в составе участкового, представителей ЖЭК и понятых и потребовала снять лозунг. Актриса ответила отказом. Через несколько часов лозунг был снят работниками ЖЭКа.
В марте 2014 года подписала обращение деятелей российской культуры против политики президента РФ В. В. Путина по отношению к Украине. Также подписала обращение инициативной группы по проведению конгресса интеллигенции «Против войны, против самоизоляции России, против реставрации тоталитаризма», в котором осуждалась аннексия Крыма.
В феврале 2022 года осудила вторжение России на Украину.

### Личная жизнь
Мужья:
В 1953—1954 годах — актёр Леонид Тарабаринов (1928—2008). Фатеева была студенткой Харьковского театрального института. Брак продлился недолго, и Фатеева уехала в Москву.
В 1958—1961 — актёр и режиссёр Владимир Басов (1923—1987). Сын Владимир (род. 1959).
В 1965—1970 годах — лётчик-космонавт, Герой Советского Союза Борис Егоров (1937—1994). Дочь Наталья (род. 1969).

## Творчество

### Театр
Театр-студия киноактёра
- мадам де Реналь в «Красном и чёрном» С. А. Герасимова.

Театр имени Ермоловой
- «Два упрямца» Назыма Хикмета с В. С. Якутом
- «Три товарища» Э. М. Ремарка с В. А. Андреевым

Независимый театральный проект
Независимый театральный проект на сцене Театрального центра на Страстном.
- 2003 — 2004 — Клер Ланн — «Любовь к английской мяте» по произведениям Маргерит Дюрас. Режиссёр-постановщик — Владимир Агеев.

Прочие
В середине 1990-х годов в антрепризе «Арт-центра» во французской пьесе «Сюрпризы семейного уик-энда» с А. Кузнецовым, И. Ясуловичем и В. Малявиной.
В собрании Гостелерадиофонда хранятся записи радиопостановок с участием Н. Фатеевой: «Джамиля», «Хочу верить», «Конец сказки» (1960-е годы), художественное чтение глав из книги Г. Николаевой «Битва в пути» (1957).

### Фильмография
| Год       |   | Название                                       | Роль                                                         |
| --------- | - | ---------------------------------------------- | ------------------------------------------------------------ |
| 1956      | ф | Есть такой парень                              | Таня Оленина                                                 |
| 1956      | ф | Капитан «Старой черепахи»                      | Катя                                                         |
| 1957      | ф | Случай на шахте восемь                         | Алла Краева                                                  |
| 1958      | ф | Дело «пёстрых»                                 | Лена, подруга Коршунова                                      |
| 1960      | ф | Убить человека                                 | мисс Сетлиф                                                  |
| 1961      | ф | Битва в пути                                   | Тина Карамыш                                                 |
| 1961      | ф | Наш общий друг                                 | Лиза Горловая                                                |
| 1963      | ф | Три плюс два                                   | дрессировщица Зоя                                            |
| 1964      | ф | Я — «Берёза»                                   | советская разведчица Елена                                   |
| 1964      | ф | Палата                                         | Тамара                                                       |
| 1964      | ф | Эстрадная фантазия                             | Лена                                                         |
| 1965      | ф | Дети Дон Кихота                                | Марина Николаевна                                            |
| 1965      | ф | Здравствуй, это я!                             | Люся                                                         |
| 1968      | ф | День ангела                                    | Симона Валери, певица                                        |
| 1968      | ф | Исход                                          | Варя Фёдорова                                                |
| 1970      | ф | Песни моря                                     | Нина Денисова                                                |
| 1970      | ф | Эксперимент                                    | Валентина Николаевна, парикмахер                             |
| 1971      | ф | «Тигры» на льду                                | Тамара Вадимовна, учительница литературы                     |
| 1971      | ф | Джентльмены удачи                              | Людмила, дочь профессора Мальцева                            |
| 1972      | ф | Табачный капитан                               | Любовь Смурова                                               |
| 1972      | ф | Летние сны                                     | председатель колхоза Павлина Фёдоровна Козанец               |
| 1973      | ф | Москва — Кассиопея                             | Антонина Алексеевна, мать Павла Козелкова                    |
| 1974      | ф | Отроки во Вселенной                            | Антонина Алексеевна, мать Павла Козелкова                    |
| 1974      | ф | Ответная мера                                  | Нина Васильевна Павлова                                      |
| 1975      | ф | Тайна горного подземелья                       | мама Марата                                                  |
| 1975      | ф | Обретёшь в бою                                 | Алла Гребенщикова                                            |
| 1976      | ф | Судьба барабанщика                             | Валентина, мачеха                                            |
| 1976      | ф | Розыгрыш                                       | Калерия Георгиевна, завуч                                    |
| 1976      | ф | Обычный месяц                                  | Татьяна Алёхина                                              |
| 1977      | ф | Встреча на далёком меридиане                   | Анни Робинсон, американская переводчица, работающая в Москве |
| 1977      | ф | Право первой подписи                           | Бетси                                                        |
| 1977      | ф | Сумка инкассатора                              | Ксения Николаевна Ковалёва, администратор гостиницы          |
| 1978      | ф | Всё решает мгновенье                           | Елена Павловна Рыжова, тренер                                |
| 1978      | с | Соль земли                                     | Марина Строгова                                              |
| 1979      | ф | Место встречи изменить нельзя                  | Ингрид Карловна Соболевская                                  |
| 1979      | ф | Железные игры                                  | мать спортсмена Владимира Кроля                              |
| 1979      | ф | Антарктическая повесть                         | актриса, камео                                               |
| 1980      | ф | Расследование                                  | Галина Резникова                                             |
| 1981      | ф | Личная жизнь директора                         | Люся, бывшая жена Игоря                                      |
| 1981      | ф | С вечера до полудня                            | Алла                                                         |
| 1981      | ф | Синдикат-2                                     | Любовь Деренталь                                             |
| 1982      | ф | По законам военного времени                    | мать Лёли                                                    |
| 1983      | ф | Из жизни начальника уголовного розыска         | Татьяна Георгиевна                                           |
| 1983      | ф | Люди и дельфины                                | Евгения Старостина                                           |
| 1983—1986 | с | Анна Павлова                                   | Матильда Кшесинская                                          |
| 1984      | ф | Прежде, чем расстаться                         | Лариса Андреевна                                             |
| 1984      | ф | Хроника одного лета                            | председатель совета РАПО                                     |
| 1985      | ф | Сон в руку, или Чемодан                        | мать Любы                                                    |
| 1987      | ф | Время летать                                   | пассажирка, которая летит в Ташкент                          |
| 1987      | ф | Человек с бульвара Капуцинов                   | Скво, жена вождя команчей                                    |
| 1988      | ф | Корабль                                        | Нора                                                         |
| 1989      | ф | Закон                                          | Телешева                                                     |
| 1990      | ф | Испанская актриса для русского министра        | актриса,камео                                                |
| 1991      | ф | Анна Карамазофф                                | жена отравленного генерала                                   |
| 1991      | ф | Жена для метрдотеля                            | Мать Даши                                                    |
| 1991      | ф | Между воскресеньем и субботой                  | Элеонора Игоревна                                            |
| 1991      | ф | Настоящий мужчина                              | тренер                                                       |
| 1991      | ф | Шкура                                          | Клава                                                        |
| 1992      | ф | Тайна                                          | Элен Штеммер                                                 |
| 1993      | ф | Осенние соблазны                               | Наташа                                                       |
| 1994      | ф | Никто не хотел уезжать                         | Лариса Павловна                                              |
| 1995      | ф | Дорога на край жизни                           | Зулдулхан                                                    |
| 1995      | ф | Крестоносец                                    | мать Бригитты                                                |
| 1996      | ф | Бродвей моей юности                            | Имя персонажа не указано                                     |
| 1996      | ф | Страницы театральной пародии                   | жена губернатора                                             |
| 2000      | ф | Рыцарский роман                                | мать Бригитты                                                |
| 2000—2001 | с | Тайны дворцовых переворотов                    | Дарья Меншикова                                              |
| 2004      | с | Кавалеры Морской Звезды                        | Джейн                                                        |
| 2007      | ф | Королёв                                        | Мария Николаевна, мать С. П. Королёва                        |
| 2009      | ф | Чизкейк                                        | мать Михаила                                                 |
| 2009      | ф | Москва, я люблю тебя!                          | пожилая дама                                                 |
| 2013      | ф | Вагончик мой дальний / Летящие по ветру листья | Надежда, учётчица в лагере                                   |

### Озвучивание
- 1963 — Как быть любимой (пол. Jak być kochaną): Фелиция (роль Барбары Краффтувны)
- 1966 — Фараон: Кама (роль Барбары Брыльски)
- 1966 — Большой приз (англ. Grand Prix): Пэт (роль Джессики Уолтер)
- 1966 — Операция «Святой Януарий»: Мегги (роль Сента Бергер)
- 1980 — Тегеран-43: Франсуаз (роль Клод Жад)
- Дублирование польской актрисы Беаты Тышкевич.

## Награды
- Заслуженная артистка РСФСР (26 ноября 1965 года) — за заслуги в области советского киноискусства[18]
- Народная артистка РСФСР (25 июля 1980 года) — за заслуги в развитии советского киноискусства[19]
- Благодарность президента Российской Федерации (11 июля 1996 года) — за активное участие в организации и проведении выборной кампании Президента Российской Федерации в 1996 году[20]
- Медаль «Защитнику свободной России» (1 августа 1996 года) — за исполнение гражданского долга при защите демократии и конституционного строя 19-21 августа 1991 года[21]
- Орден Почёта (27 декабря 1999 года) — за заслуги в развитии отечественного киноискусства[22]
- Медаль «В память 850-летия Москвы»
- Лауреат премии «Ника» 2014 года за лучшую женскую роль второго плана — за роль Надежды в фильме режиссёра Валерия Харченко «Летящие по ветру листья» по повести А. И. Приставкина «Вагончик мой дальний»[23][24].

## Реклама
- Храм судьбы (2001—2003)